# Karin Lischka

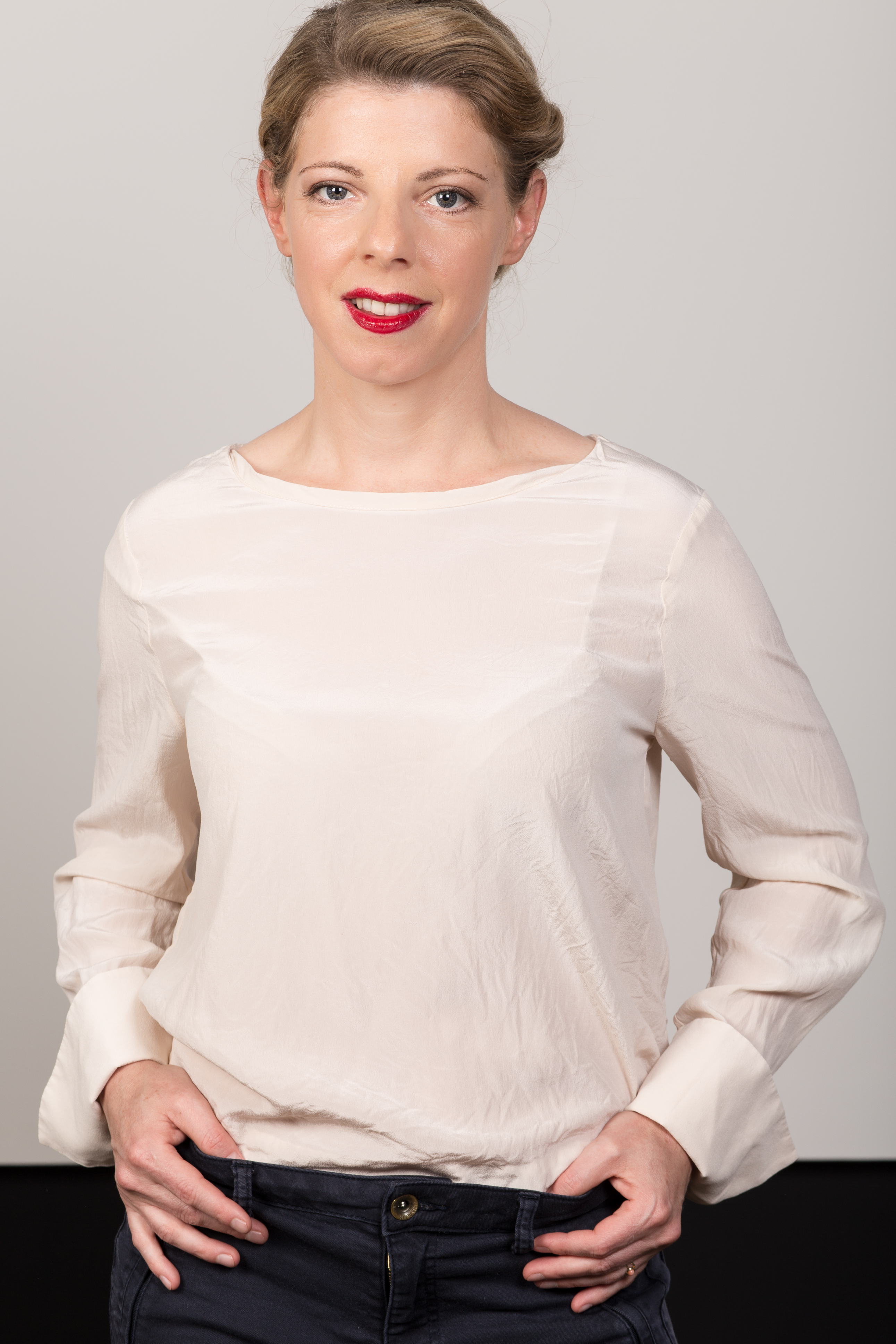
Karin Lischka (2016)

Karin Lischka (* 16. Juni 1979 in Wien) ist eine österreichische Schauspielerin. Bekanntheit erlangte sie durch die weibliche Hauptrolle im österreichischen Spielfilm Atmen (2011).

## Leben
Die Tochter eines Juristen und einer Finanzbuchhalterin wuchs in Wien mit ihrer jüngeren Schwester auf. Nach der Matura studierte Karin Lischka von 1998 bis 2002 an der Konservatorium Wien Privatuniversität Schauspiel und musikalisches Unterhaltungstheater. Ihr erstes Engagement führte sie noch während ihrer Ausbildung zu den Festspielen Reichenau. Dort debütierte sie 2001 als „Zwergin“ in einer Dramatisierung des „Zauberbergs“ (Thomas Mann) von Hermann Beil und Vera Sturm.
Nach ihrem Studium wurde Lischka 2003 an das Theater in der Josefstadt unter der Leitung von Hans Gratzer als festes Ensemblemitglied engagiert. Dort sah man sie u. a. als „Sepherl“ in „Mann,Frau,Kind oder Der Tod am Hochzeitstage“ (Johann Nestroy) und als „Salchen“ in „Der Alpenkönig und der Menschenfeind“ (Ferdinand Raimund). 2005 wechselte Lischka an das Wiener Burgtheater. Dort stand sie u. a. in den Inszenierungen „Area 7“ von Christoph Schlingensief und „Zu ebener Erde und erster Stock“ von Anselm Weber auf der Bühne.
Zusätzlich zu ihren fixen Engagements spielte Lischka bei den Festspielen Reichenau, den Wiener Festwochen und am Theater der Jugend, der Volksoper und am Stadttheater Klagenfurt. Parallel zu ihren Theaterrollen wirkte die Schauspielerin auch in einigen Fernsehproduktionen mit.
Die erste Filmhauptrolle übernahm Lischka 2011 in dem Kinofilm Atmen von Karl Markovics.
Atmen feierte seine Premiere 2011 bei den 64. Internationalen Filmfestspiele von Cannes in einer Nebenreihe. Der Film wurde dort mit dem Label Europa Award ausgezeichnet. Das „wortkarge, dokumentarisch anmutende Sozialdrama“ wurde von der Kritik gefeiert und auf mehr als 60 Filmfestivals gezeigt. Der vielfach preisgekrönte Film wurde auch als österreichischer Kandidat für den besten fremdsprachigen Film bei der Oscarverleihung 2012 ausgewählt.
Auch Lischkas schauspielerische Leistung als „Margit Kogler“, eine viel zu junge Mutter, die von ihrem entfremdeten Sohn Roman (Thomas Schubert) nach Jahren aufgesucht wird, wurde von der internationalen Kritik positiv aufgenommen.
So schrieb etwa der Hollywoodreporter über ihre Rolle: “There are gentle moments that indicate Roman’s consideration of what a life outside might be like, … When he does eventually meet his mother (Karin Lischka), the encounter and those that follow seem promising, deflating, illuminating and perplexing all at once.”
In der Filmkritik über den Film „Atmen“ hieß es in der deutschen Wochenzeitung „Die Zeit“: „…Margit Kogler erscheint in keinem Moment als eine dieser aushäusigen, selbstverwirklichten, stumpfen oder sonstwie aus dem Ruder gelaufenen Mütter, denen vom deutschsprachigen Film regelmäßig aufgebürdet wird, was in der Geschichte jemals schief gelaufen ist…“.
Nach dem Erfolg von Atmen konzentriert sich Lischka weiter auf Film- und Fernsehproduktionen. Nach ihrem Kinodebüt wirkte sie u. a. in diversen Fernsehserien „Schnell ermittelt“, „Die Detektive“, „SOKO Donau“, „Cop Stories“ und Filmen wie „Käthe Kruse“ (Regie: Franziska Buch), „Das Attentat – Sarajevo 1914“ (Regie: Andreas Prochaska), „Tod in den Bergen“ (Regie: Nils Willbrandt), und „Spuren des Bösen: Wut“ mit Heino Ferch mit.
Seit 2015 spielte sie außerdem „Gudrun Oberhauser“ in der Serie „Vier Frauen und ein Todesfall“ (Regie: Andreas Kopriva / Wolfgang Murnberger).
2018 war sie in der BBC-Serie „Vienna Blood – Die letzte Séance“ unter der Regie von Robert Dornhelm zu sehen.
2022 wirkte sie im Film „Lieber Kurt“ von Til Schweiger in einer Nebenrolle mit und spielte in der Serie „Club Las Piranjas“ (Regie: Sven Unterwaldt) mit Hape Kerkeling auf Mauritius im Hauptcast.
Karin Lischka lebt mit ihrem Partner, dem Schauspieler Andreas Lust, und ihrer 2020 geborenen Tochter in Wien.

## Filmografie

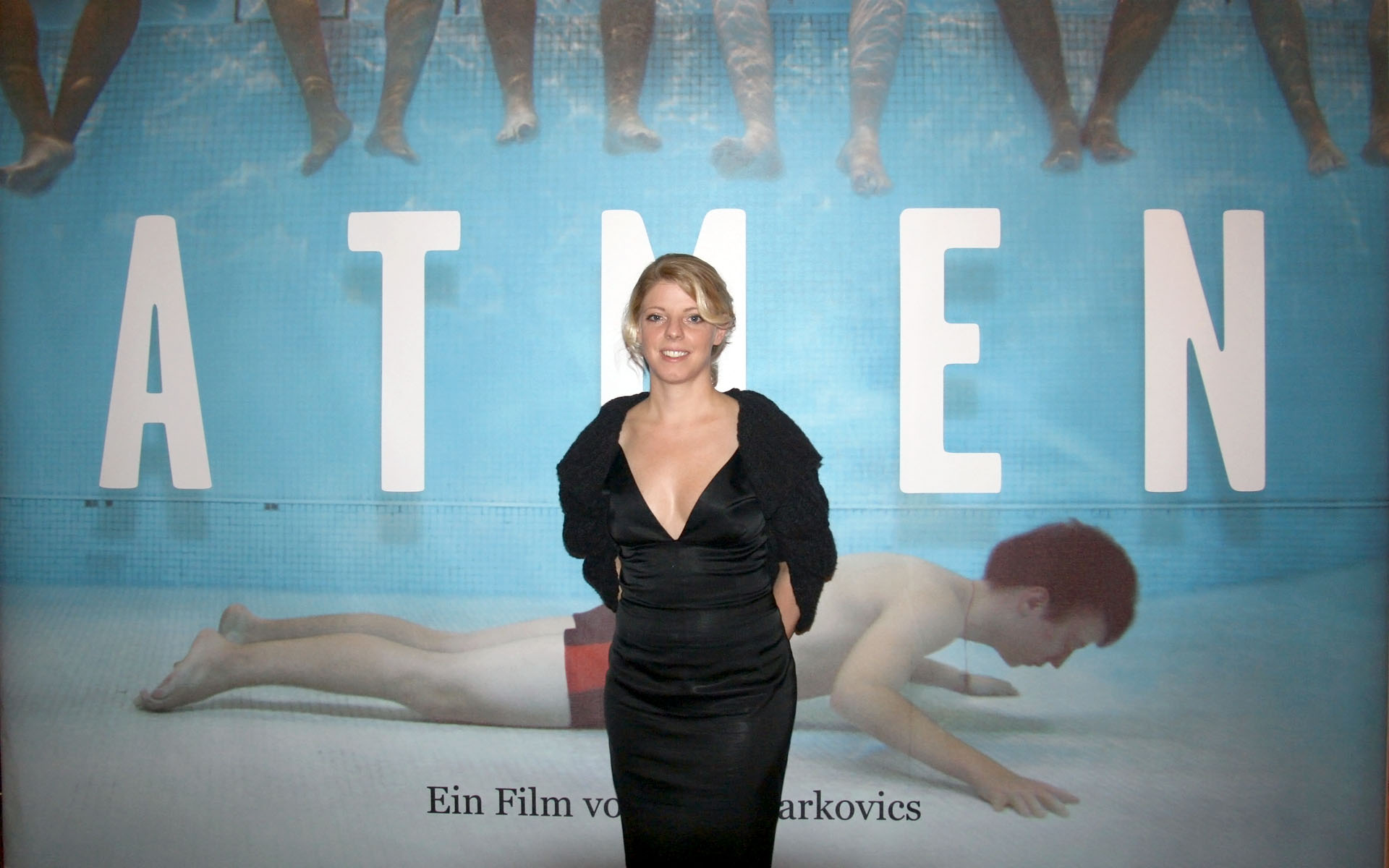
Karin Lischka bei der Premiere von Atmen (2011)

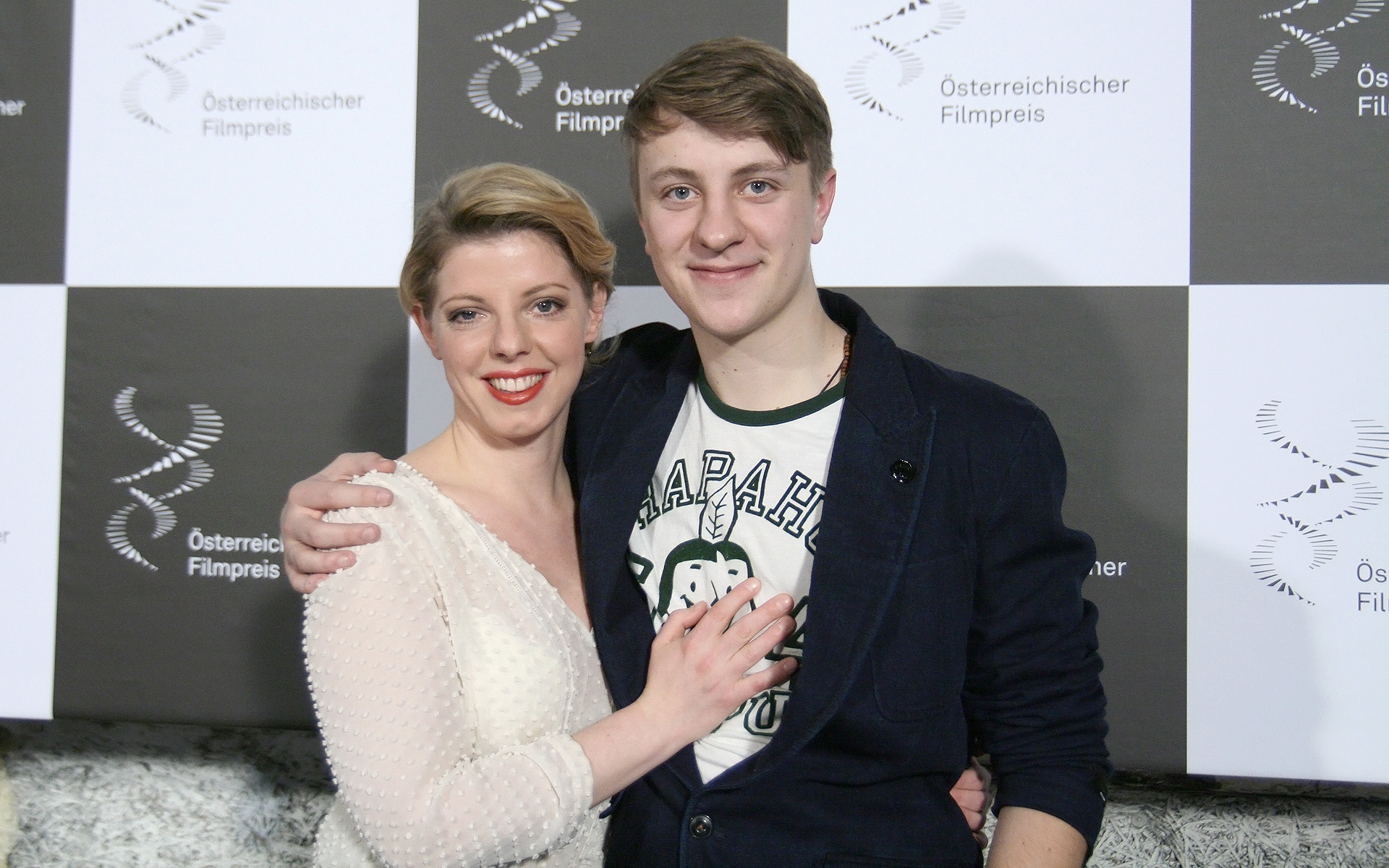
Karin Lischka mit ihrem Atmen-Schauspielkollegen Thomas Schubert (2012)

- 2007: Der Winzerkönig (Regie: Michi Riebl)
- 2008: Szent Istvan (Regie: Maria-Magdalena Koller)
- 2008: Auf der anderen Seite (Regie: Federico Campana)
- 2008: Script oder Leben (Regie: Maria Rank)
- 2011: Vatertag (Regie: Michi Riebl)
- 2011: Schnell ermittelt (Regie: Michi Riebl)
- 2011: Zahltag (Regie: Deniz Cooper)
- 2011: Atmen (Regie: Karl Markovics)
- 2012: Novemberlichter (Regie: Jürgen Karasek)
- 2012: Tod in den Bergen (Regie: Nils Willbrandt)
- 2012: Cop Stories (Regie: Christopher Schier)
- 2013: Die Detektive (Regie: Michi Riebl)
- 2013: Eine Handvoll Briefe (Regie: Wolfgang Murnberger)
- 2013: I see a Darkness (Regie: Jasmin Baumgartner)
- 2013, 2021: SOKO Donau (Regie: Manuel Flurin Hendry)
- 2014: Das Attentat – Sarajevo 1914 (Regie: Andreas Prochaska)
- 2015: Käthe Kruse (Regie: Franziska Buch)
- 2015: Unterdruck (Regie: Lilli Schwabe)
- 2015: Vier Frauen und ein Todesfall (Regie: Andreas Kopriva/Wolfgang Murnberger)
- 2018: Spuren des Bösen: Wut
- 2019: Vienna Blood – Die letzte Séance
- 2019: SOKO Kitzbühel – Goldrausch
- 2020: Wischen ist Macht – Eine Hand wäscht die andere
- 2022: Alles finster (Fernsehserie)
- 2023: Tatort: Bauernsterben
- 2023: Club Las Piranjas (Fernsehserie)
- 2025: Altweibersommer

## Theaterrollen (Auswahl)
- 2001: Festspiele Reichenau: Der Zauberberg (Thomas Mann – in sieben Bildern von Hermann Beil und Vera Sturm) – als Die Zwergin (Regie: Vera Sturm)
- 2002: Festspiele Reichenau: Der Unbestechliche (Hugo von Hofmannsthal) – als Milli (Regie: Vera Sturm)
- 2002: Volksoper Wien: Singen mitten im Lärm der Welt, Szenen- und Liederabend (Regie: Dominique Mentha)
- 2003: Theater in der Josefstadt: Mann, Frau, Kind oder Der Tod am Hochzeitstag (Johann Nestroy) – als Sepherl (Regie: Hans Gratzer)
- 2004: Theater in der Josefstadt: Der grüne Kakadu (Arthur Schnitzler) – als Die Attentäterin (Regie: David Mouchtar-Samorai)
- 2005: Burgtheater: Zu ebener Erde und erster Stock (Johann Nestroy) – als Christoph (Regie: Anselm Weber)
- 2006: Burgtheater: Area 7 – als Rita Urban (Regie: Christoph Schlingensief)
- 2007: Wiener Festwochen: 151 Meter über dem Meer (Auftrag : Lorey) – als Elle (Regie: Bjoern Auftrag, Stefanie Lorey)
- 2008: Burgtheater: Legenden von Afrika 2fishes (Fust, Kusche) – als Astrid (Regie: Sebastian Fust, Philipp Hauß)
- 2009: Festspiele Reichenau: Der Besuch der alten Dame (Friedrich Dürrenmatt) – als Reporterin (Regie: Alfred Kirchner)
- 2009: Wiener Metropol: Charley’s Tante (Vicky Schubert, Peter Hofbauer) – als Betty (Regie: Vicky Schubert)
- 2010: Festspiele Reichenau: Das Konzert (Hermann Bahr) – als Eva Gerndl (Regie: Götz Spielmann)
- 2012: Theater der Jugend: Des Königs liebstes Kind (Ulrich Hub) – als Regan (Regie: Ulrich Hub)
- 2014: Stadttheater Klagenfurt: Amphitryon (Kleist) – als Charis (Regie: Michael Sturminger)
- 2015: Stadttheater Klagenfurt: Anton (Pigor&Pigor) – als Tante Lizzy (Regie: Michael Schachermaier)
- 2016: Volkstheater: Der Junge wird beschnitten (Anja Salomonowitz) – als Schauspielerin (Regie: Anja Salomonowitz)
- 2016: Festspiele Reichenau: Liebesgeschichten und Heiratssachen (Johann Nestroy) – als Fanny (Regie: Helmut Wiesner)